# Cissus paullinifolia
Cissus paullinifolia är en vinväxtart som beskrevs av Vell.. Cissus paullinifolia ingår i släktet Cissus och familjen vinväxter. Inga underarter finns listade i Catalogue of Life.